# حامد أشرف
حامد أشرف (بالفارسية: حمید اشرف) هو سياسي إيراني، ولد في 31 ديسمبر 1946 في طهران في إيران، وتوفي في 29 يونيو 1976. نشط حزبياً في منظمة فدائيي خلق الإيرانية المسلحة.